# Evgenij Bušmanov
Evgenij Aleksandrovič Bušmanov (in russo Евгений Александрович Бушманов?, traslitterato come Yevgeni Bushmanov nell'uso anglosassone; Tjumen', 2 novembre 1971) è un allenatore di calcio ed ex calciatore russo, di ruolo difensore.

## Carriera

### Calciatore

#### Club
Ha cominciato la sua carriera con lo Šinnik.
Tra il 1990 e il 2000 ha giocato con tre squadre della capitale russa: Spartak Mosca, CSKA Mosca, Torpedo Mosca e di nuovo Spartak Mosca. In particolare con lo Spartak ha vinto quattro campionati russi e due Coppe della CSI.
Ha chiuso la sua carriera disputando le ultime tre stagioni (tra il 2001 e il 2003) con il Kryl'ja Sovetov Samara.

#### Nazionale
Nel 1991 ha fatto parte della spedizione sovietica ai Mondiali Under-20.
Tra il 1996 e il 2000 ha collezionato 7 presenze con la nazionale russa, senza mettere a segno reti.
Ha esordito il 9 febbraio 1996 nella gara contro l'Islanda, disputata nell'ambito del Torneo amichevole Rothmans, entrando ad inizio ripresa al posto di Viktor Onopko. Nello stesso anno, prese parte al Campionato europeo di calcio 1996, disputando una sola gara, il primo tempo della sconfitta contro l'Italia, prima di essere sostituito da Igor' Janovskij.

### Allenatore
La prima parte della sua carriera da allenatore è cominciata come tecnico delle riserve o come assistente della primo allenatore.
La prima esperienza da capo allenatore arriva nel 2010 quando sostituisce Aleksandr Tarchanov (di cui era assistente) alla guida del Chimki fino a fine stagione.
Dal 2013 al 2017 ha allenato lo Spartak-2 Mosca (formazione riserve dollo Spartak) che ha guidato fino alla seconda serie.
Nel biennio 2017-2018 ha guidato la Nazionale Under-21 di calcio della Russia.

## Statistiche

### Cronologia presenze e reti in nazionale
| Cronologia completa delle presenze e delle reti in nazionale ― Russia | Cronologia completa delle presenze e delle reti in nazionale ― Russia | Cronologia completa delle presenze e delle reti in nazionale ― Russia | Cronologia completa delle presenze e delle reti in nazionale ― Russia | Cronologia completa delle presenze e delle reti in nazionale ― Russia | Cronologia completa delle presenze e delle reti in nazionale ― Russia | Cronologia completa delle presenze e delle reti in nazionale ― Russia | Cronologia completa delle presenze e delle reti in nazionale ― Russia |
| Data                                                                  | Città                                                                 | In casa                                                               | Risultato                                                             | Ospiti                                                                | Competizione                                                          | Reti                                                                  | Note                                                                  |
| --------------------------------------------------------------------- | --------------------------------------------------------------------- | --------------------------------------------------------------------- | --------------------------------------------------------------------- | --------------------------------------------------------------------- | --------------------------------------------------------------------- | --------------------------------------------------------------------- | --------------------------------------------------------------------- |
| 9-2-1996                                                              | Attard                                                                | Islanda                                                               | 0 – 3                                                                 | Russia                                                                | Amichevole                                                            | -                                                                     | 46’                                                                   |
| 11-2-1996                                                             | Attard                                                                | Russia                                                                | 3 – 1                                                                 | Slovenia                                                              | Amichevole                                                            | -                                                                     | 78’                                                                   |
| 25-5-1996                                                             | Doha                                                                  | Qatar                                                                 | 2 – 5                                                                 | Russia                                                                | Amichevole                                                            | -                                                                     | 69’                                                                   |
| 11-6-1996                                                             | Liverpool                                                             | Italia                                                                | 2 – 1                                                                 | Russia                                                                | Euro 1996                                                             | -                                                                     | 46’                                                                   |
| 9-10-1996                                                             | Ramat Gan                                                             | Israele                                                               | 1 – 1                                                                 | Russia                                                                | Qual. Mondiali 1998                                                   | -                                                                     | 67’                                                                   |
| 10-11-1996                                                            | Lussemburgo                                                           | Lussemburgo                                                           | 0 – 4                                                                 | Russia                                                                | Qual. Mondiali 1998                                                   | -                                                                     | 46’                                                                   |
| 4-6-2000                                                              | Chișinău                                                              | Moldavia                                                              | 0 – 1                                                                 | Russia                                                                | Amichevole                                                            | -                                                                     |                                                                       |
| Totale                                                                |                                                                       | Presenze                                                              | 7                                                                     |                                                                       | Reti                                                                  |                                                                       |                                                                       |

### Statistiche da allenatore

#### Club
| Stagione | Squadra | Campionato | Campionato | Campionato | Campionato | Campionato | Coppe nazionali | Coppe nazionali | Coppe nazionali | Coppe nazionali | Coppe nazionali | Totale | Totale | Totale | Totale | % Vittorie |
| Stagione | Squadra | Comp       | G          | V          | N          | P          | Comp            | G               | V               | N               | P               | G      | V      | N      | P      | %          |
| -------- | ------- | ---------- | ---------- | ---------- | ---------- | ---------- | --------------- | --------------- | --------------- | --------------- | --------------- | ------ | ------ | ------ | ------ | ---------- |
| 2010     | Chimki  | PD         | 19         | 4          | 5          | 10         | CR              | 0               | 0               | 0               | 0               | 19     | 4      | 5      | 10     | 21,05      |

## Palmarès

### Giocatore

#### Competizioni nazionali
- Campionato russo: 4

Spartak Mosca: 1992, 1998, 1999, 2000

#### Competizioni internazionali
- Coppa della CSI: 2

Spartak Mosca: 1999, 2000